# Puycasquier
Puycasquier település Franciaországban, Gers megyében. Lakosainak száma 428 fő (2022. január 1.). Puycasquier Augnax, Crastes, Mansempuy, Maravat, Miramont-Latour, Pis, Saint-Antonin, Taybosc és Tourrenquets községekkel határos.

## Népesség
A település népességének változása:
| Lakosok száma | 507  | 431  | 436  | 436  | 474  | 468  | 447  | 447  | 444  | 428  |
|               | 1968 | 1982 | 1990 | 2006 | 2013 | 2015 | 2017 | 2019 | 2020 | 2022 |